# تغنیاتس وانک
تغنیاتس وانک (ارمنی: Թեղենյաց վանք؛ انگلیسی: Teghenyats Vank) یک صومعه متعلق به کلیسای حواری ارمنی واقع در شهر بوژاکان، استان کوتایک ارمنستان می‌باشد. ساخت و ساز این ساختمان در سده‌های ۶-۷ام میلادی؛ به پایان رسید. این بنا به سبک معماری ارمنی طراحی شده است.

## نگارخانه

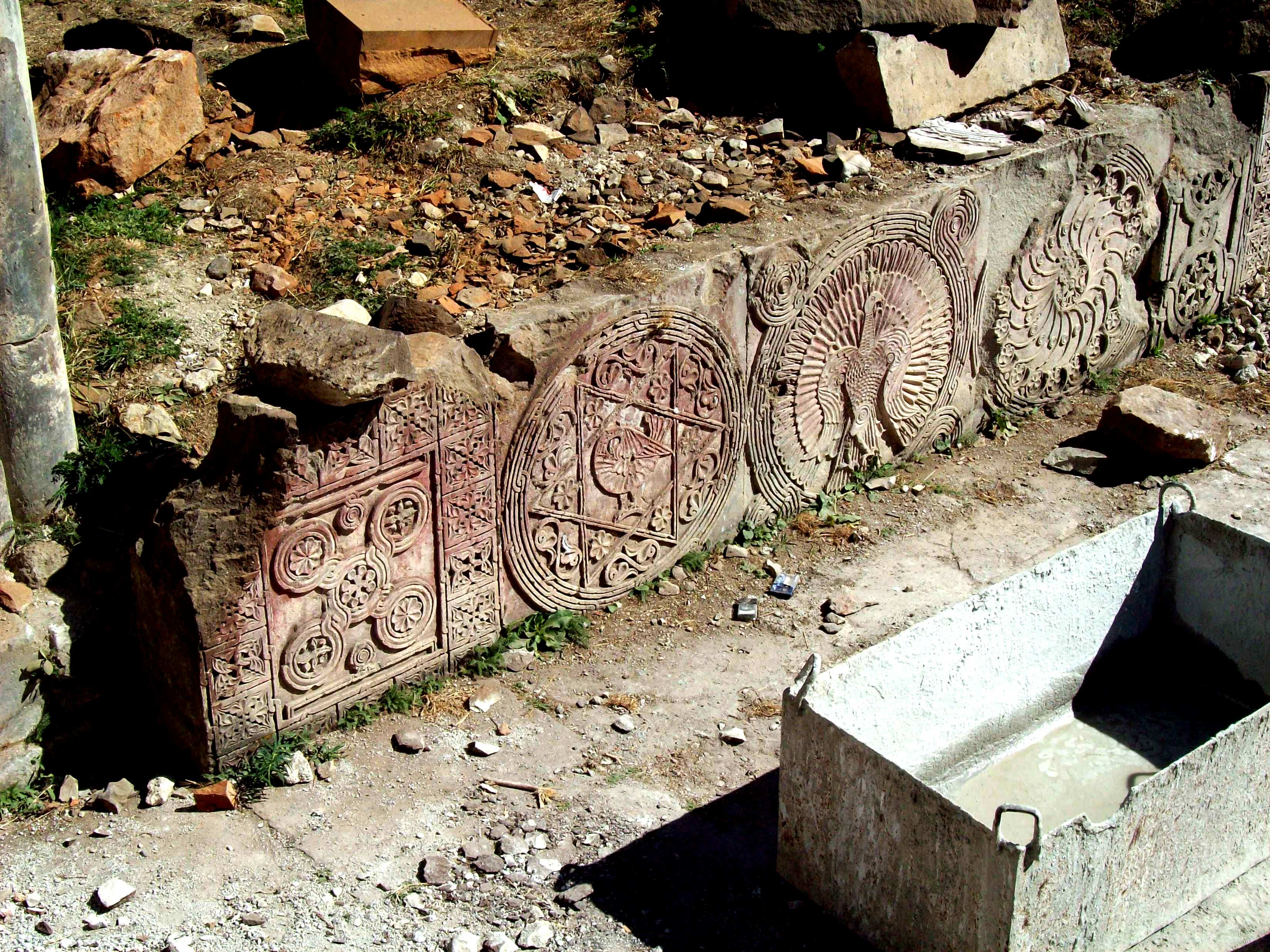
Պեղումներ Սուրբ Կաթողիկե եկեղեցում
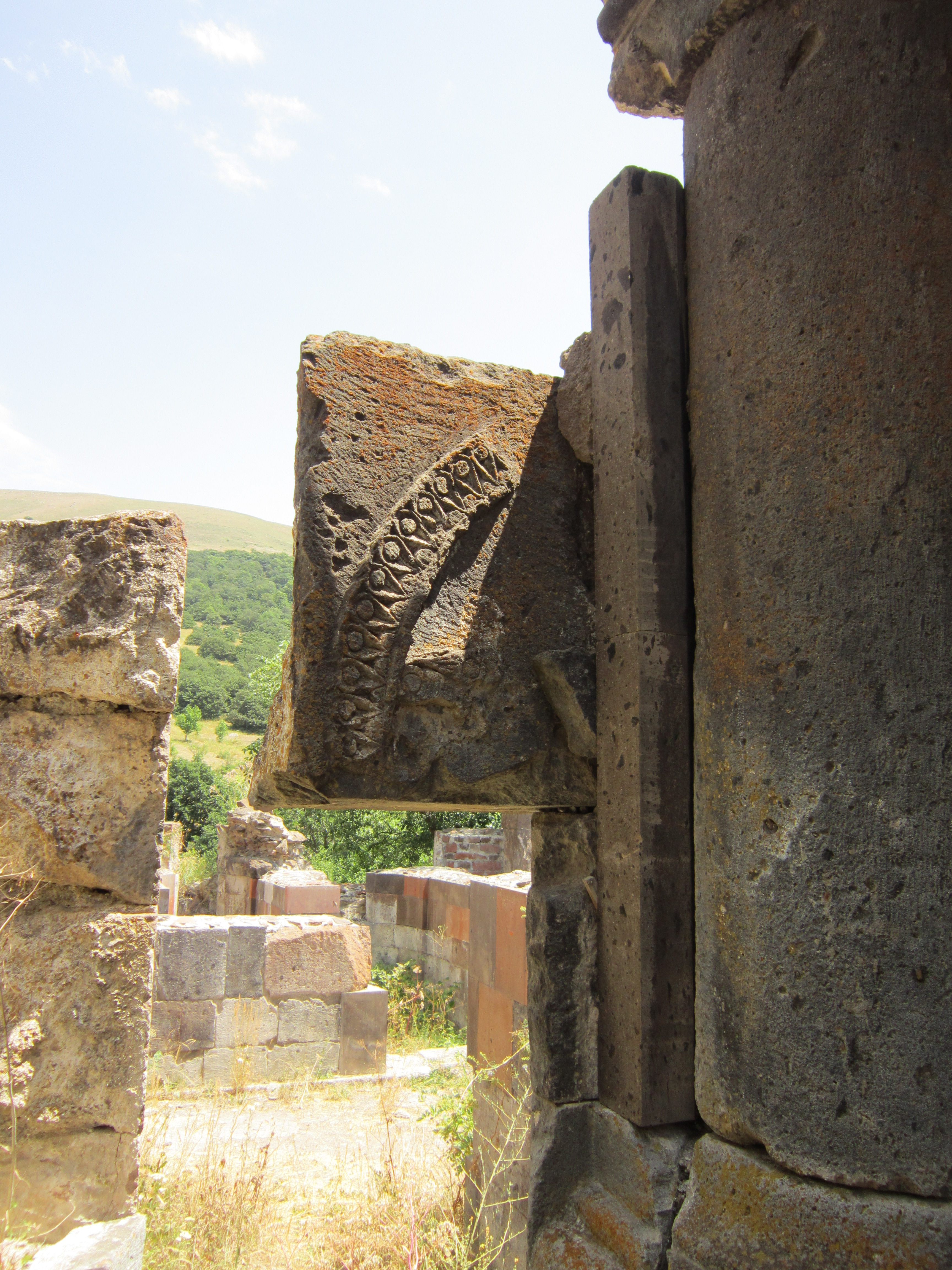
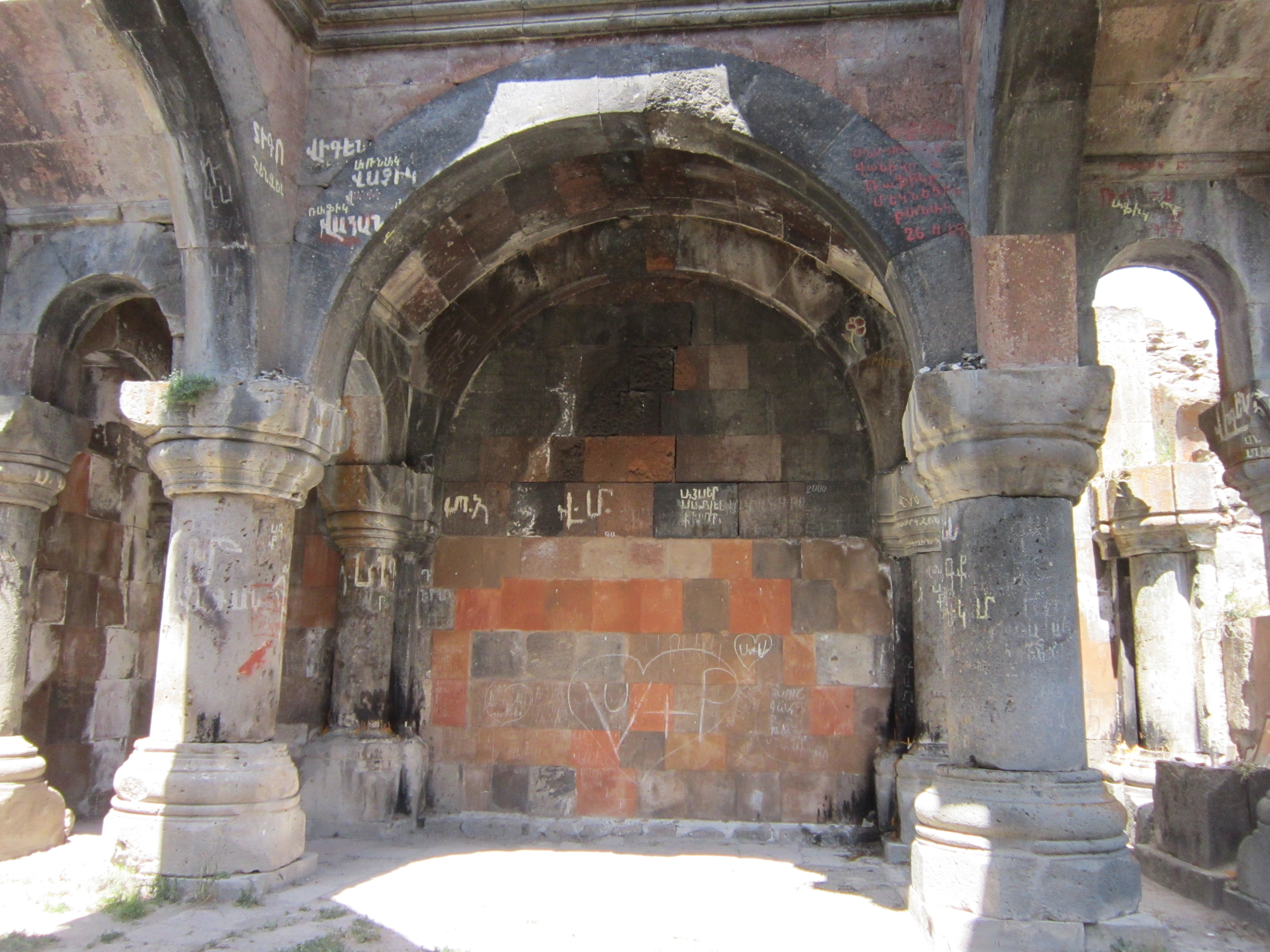
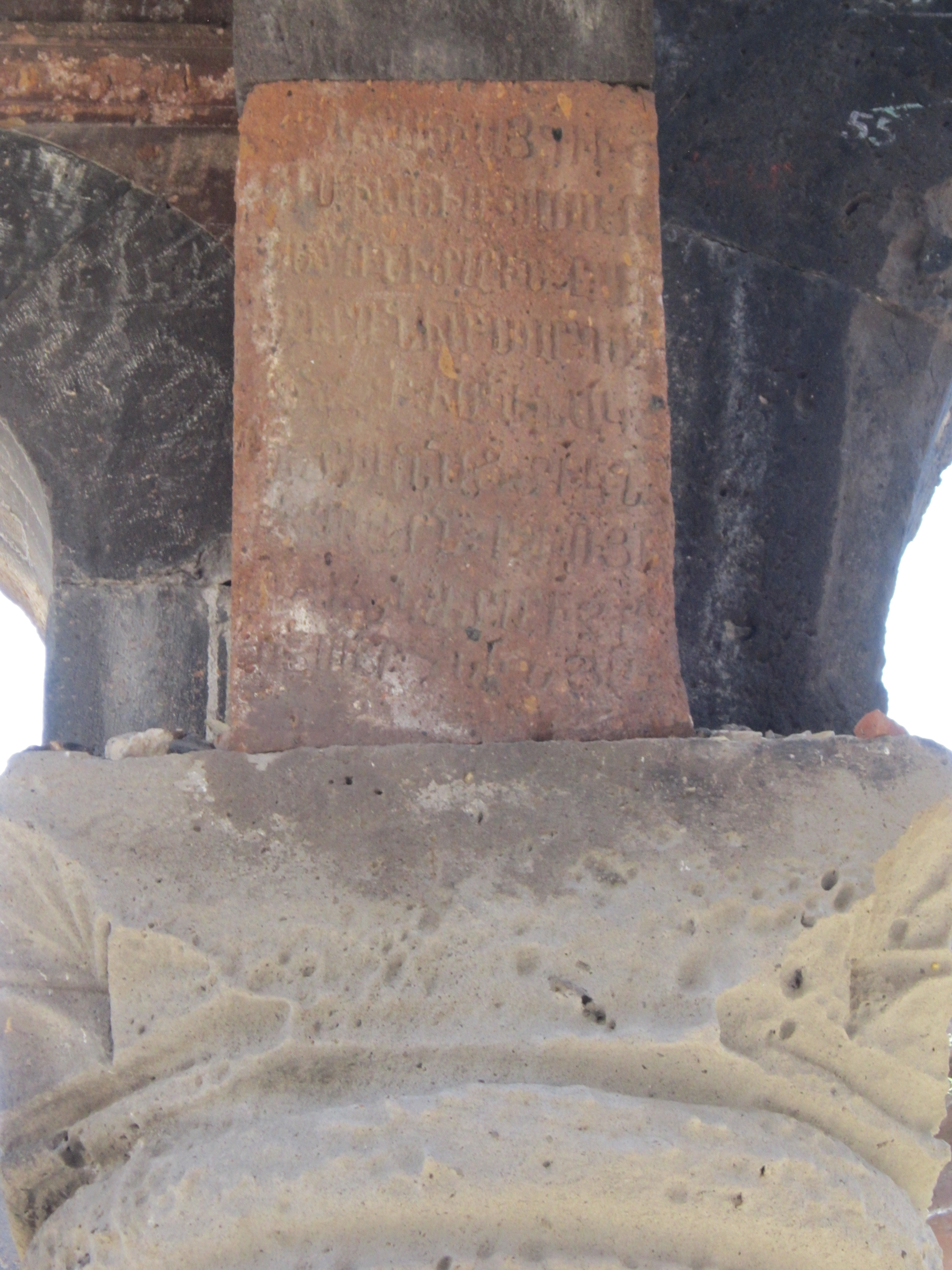
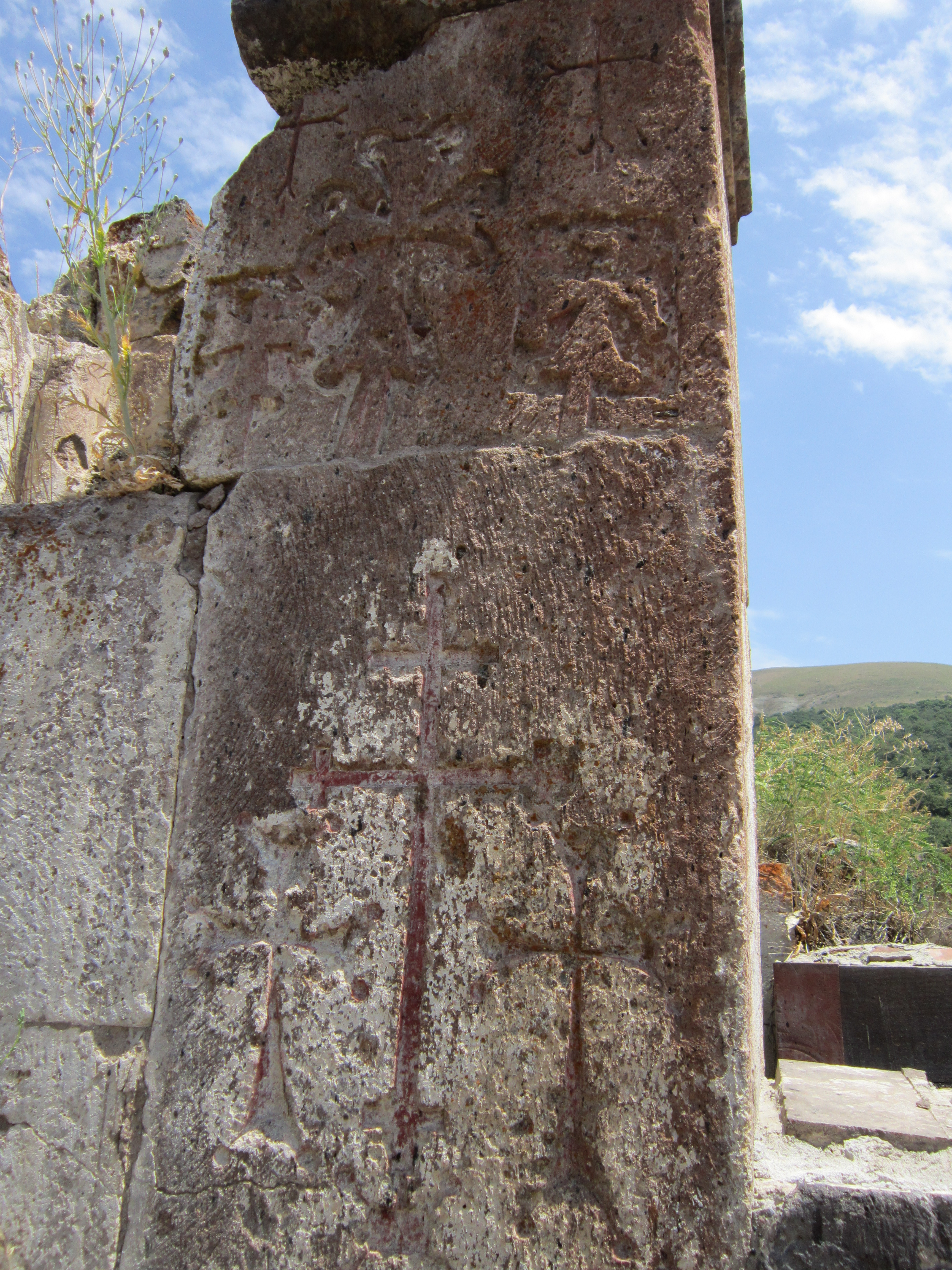
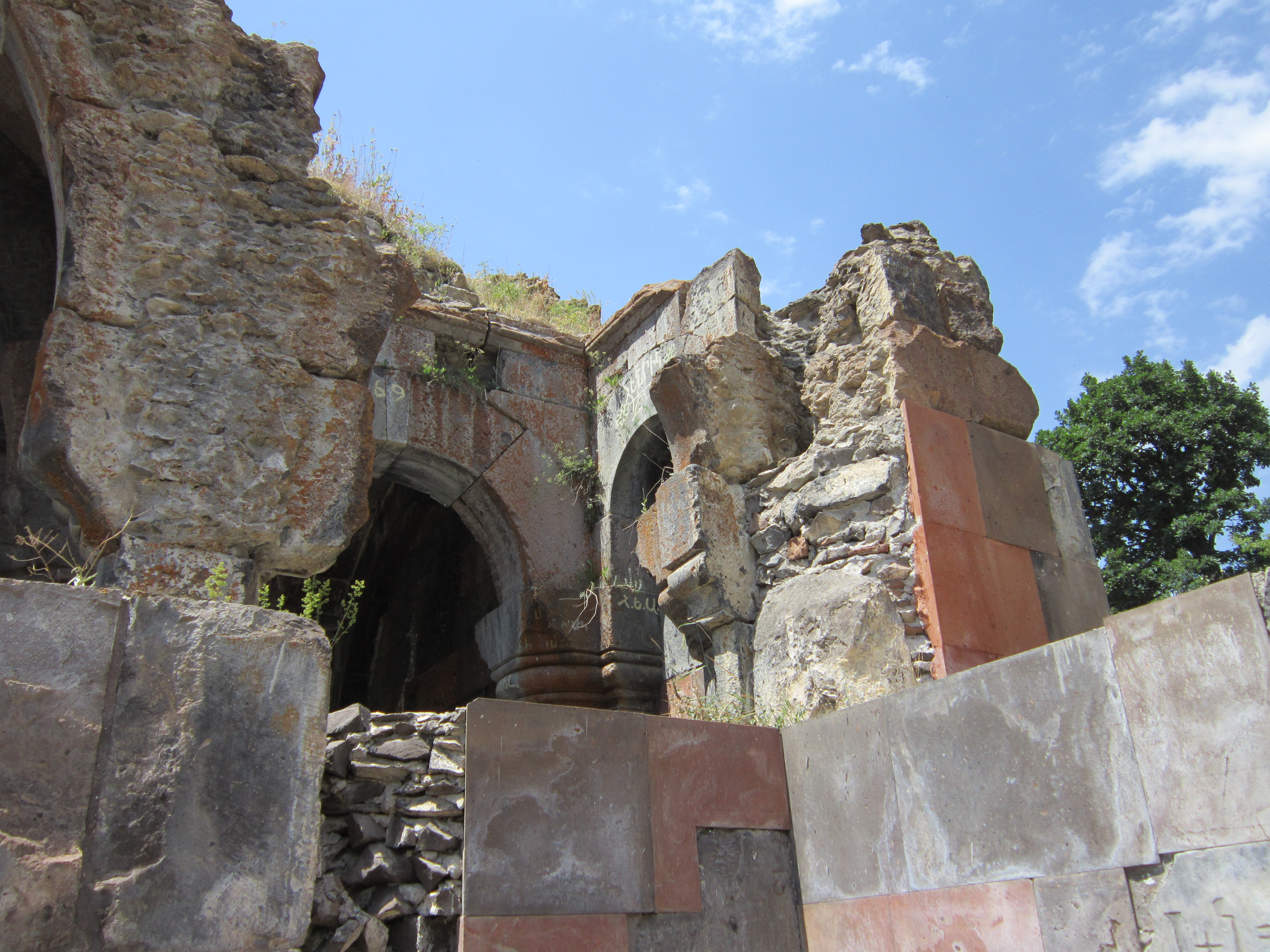
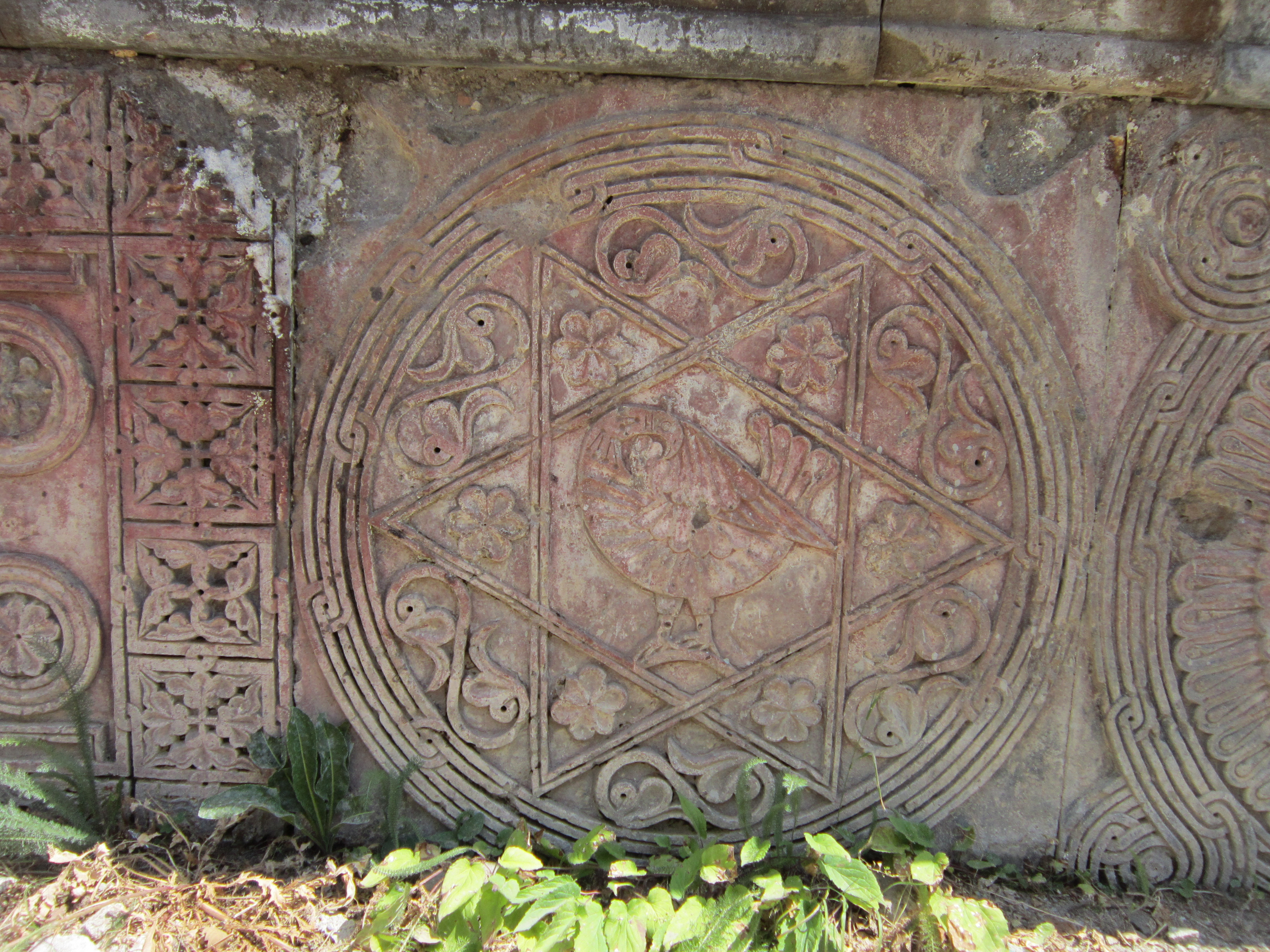
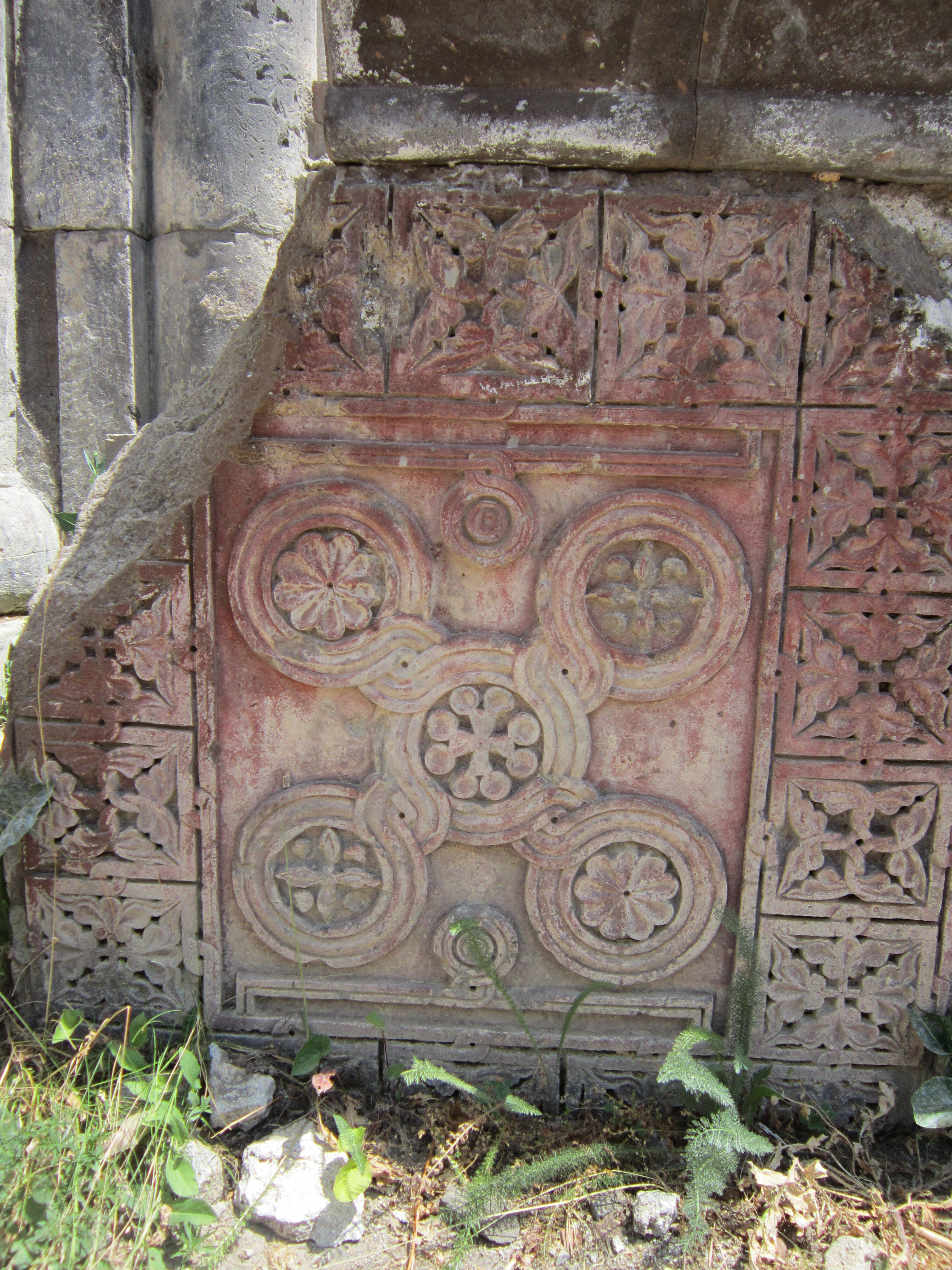
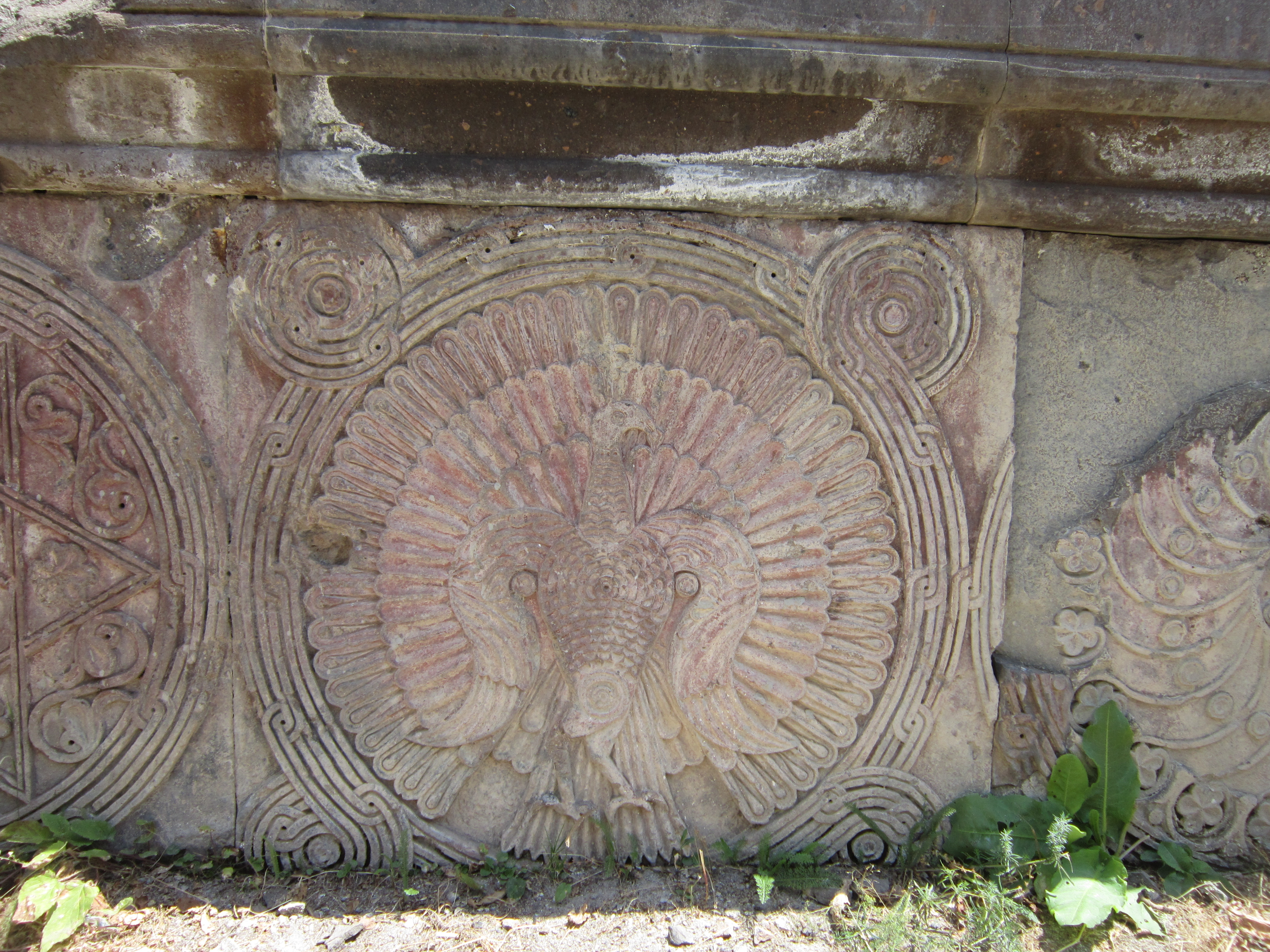
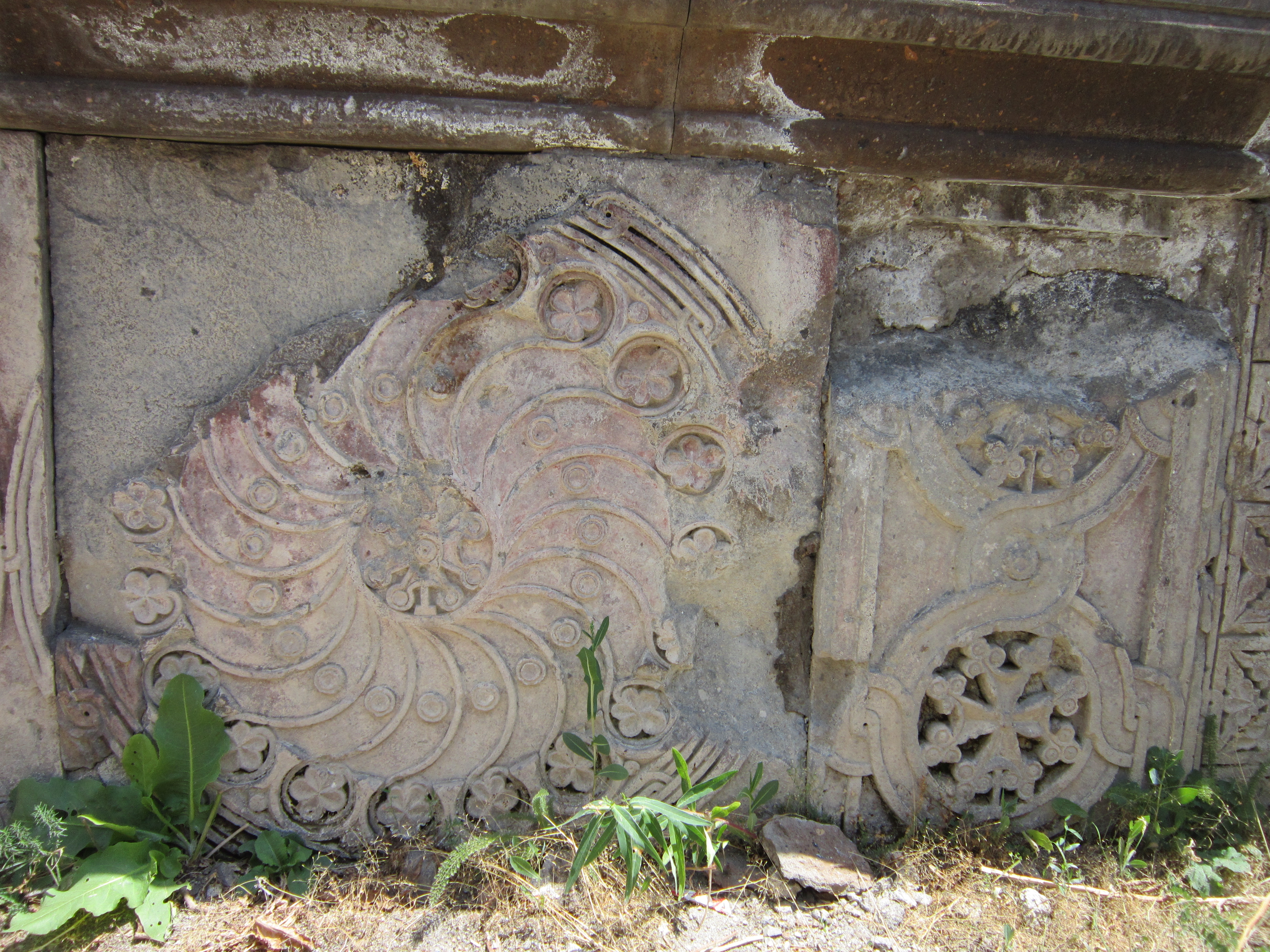
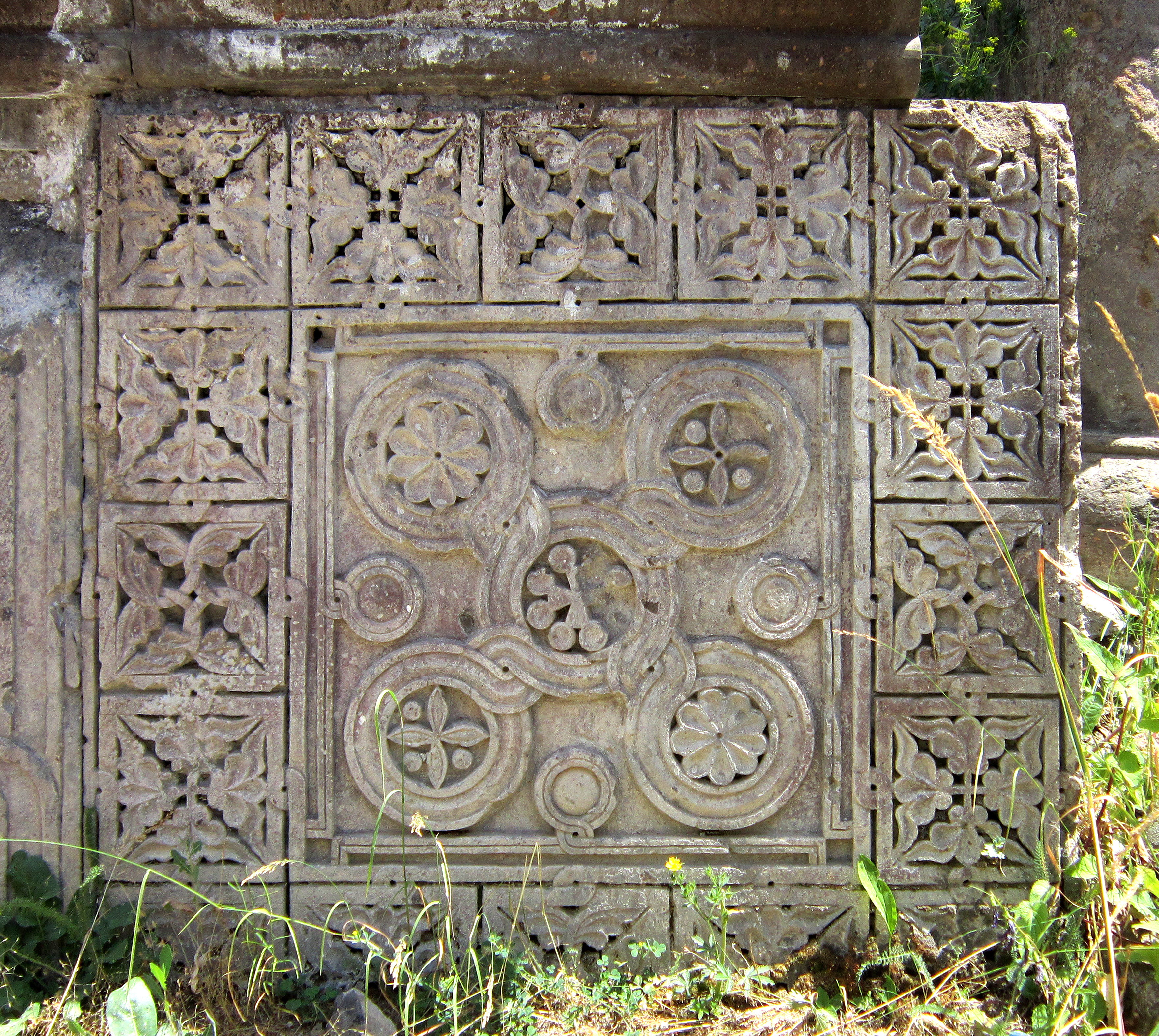
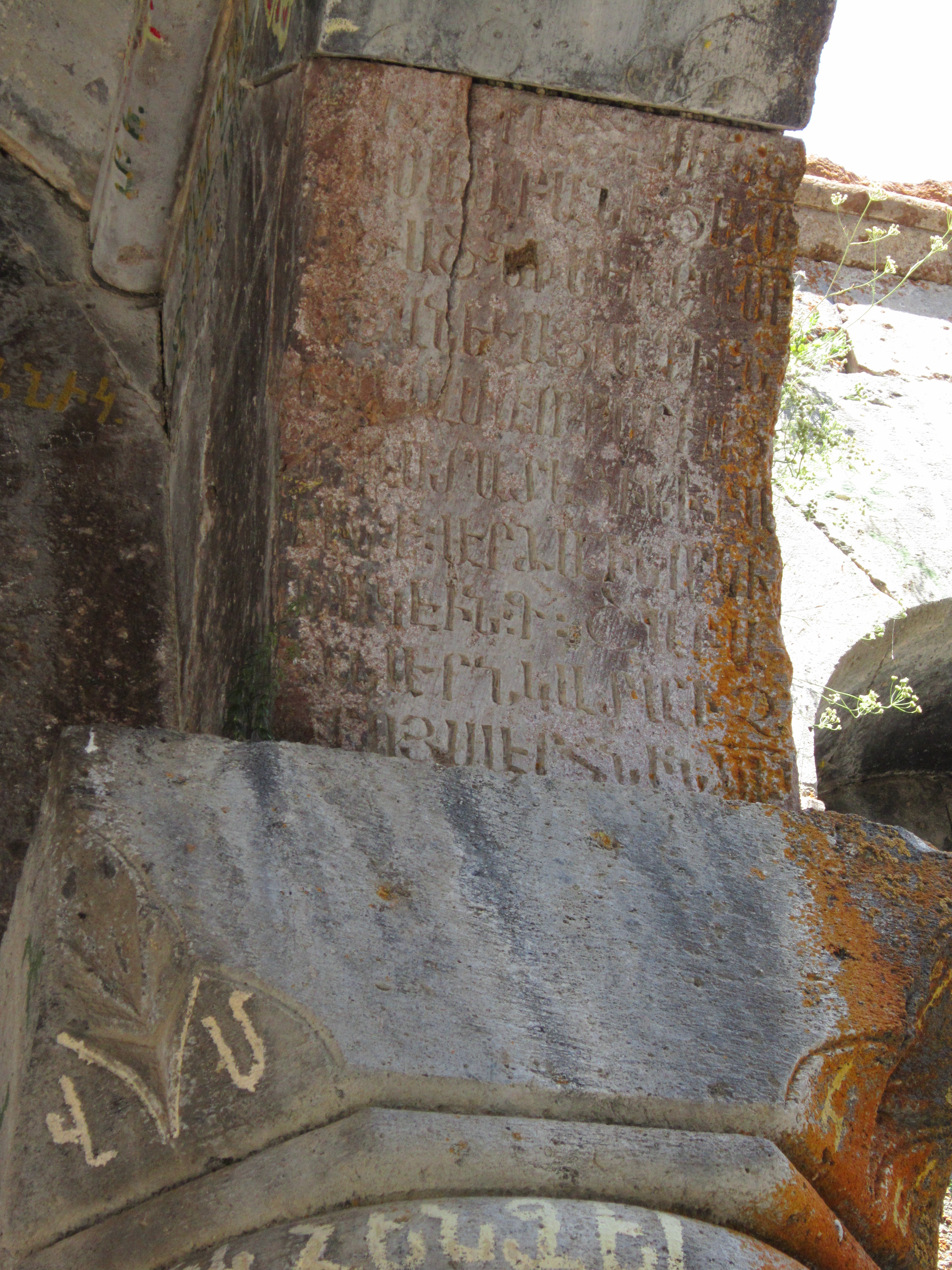
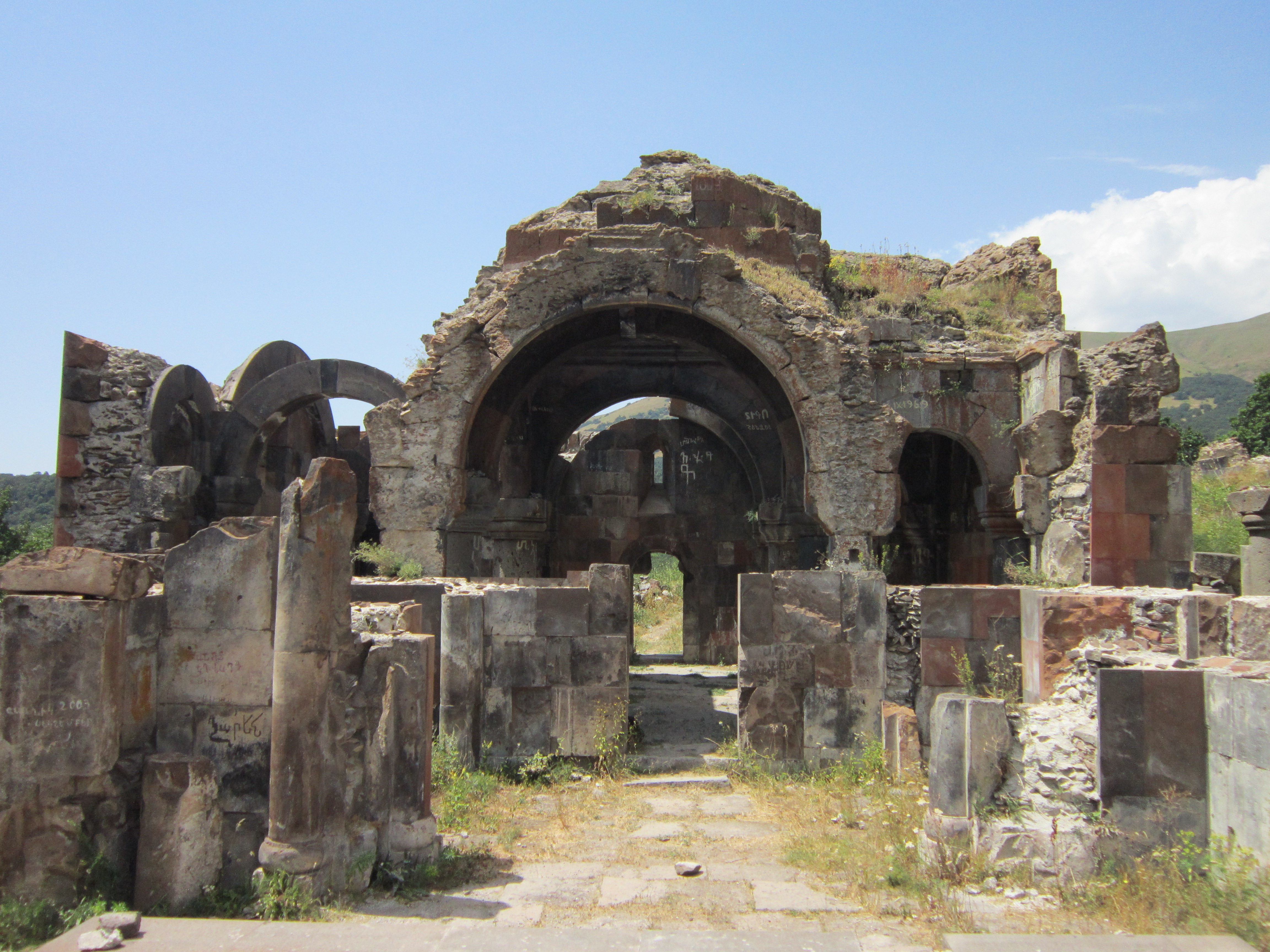
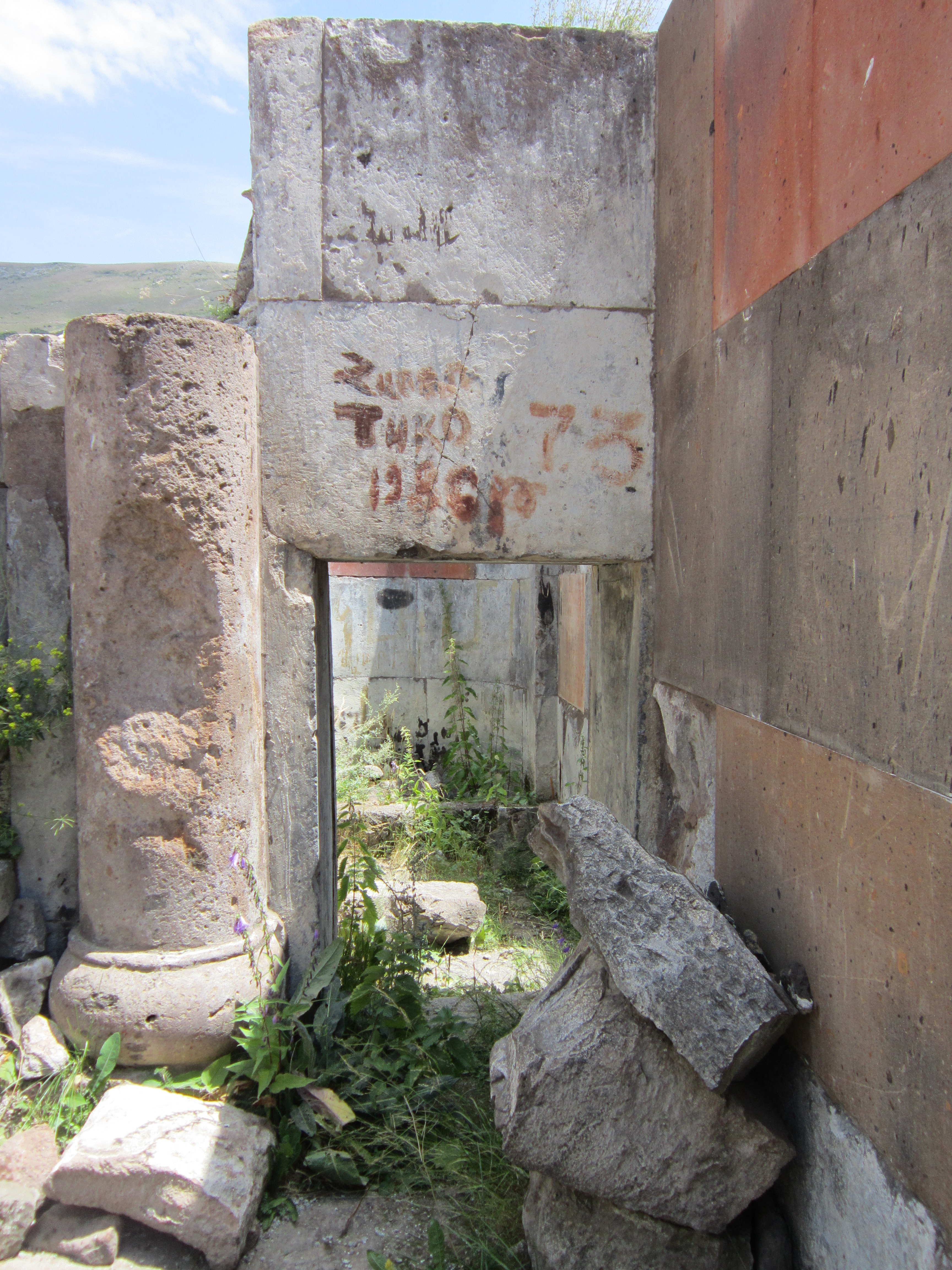
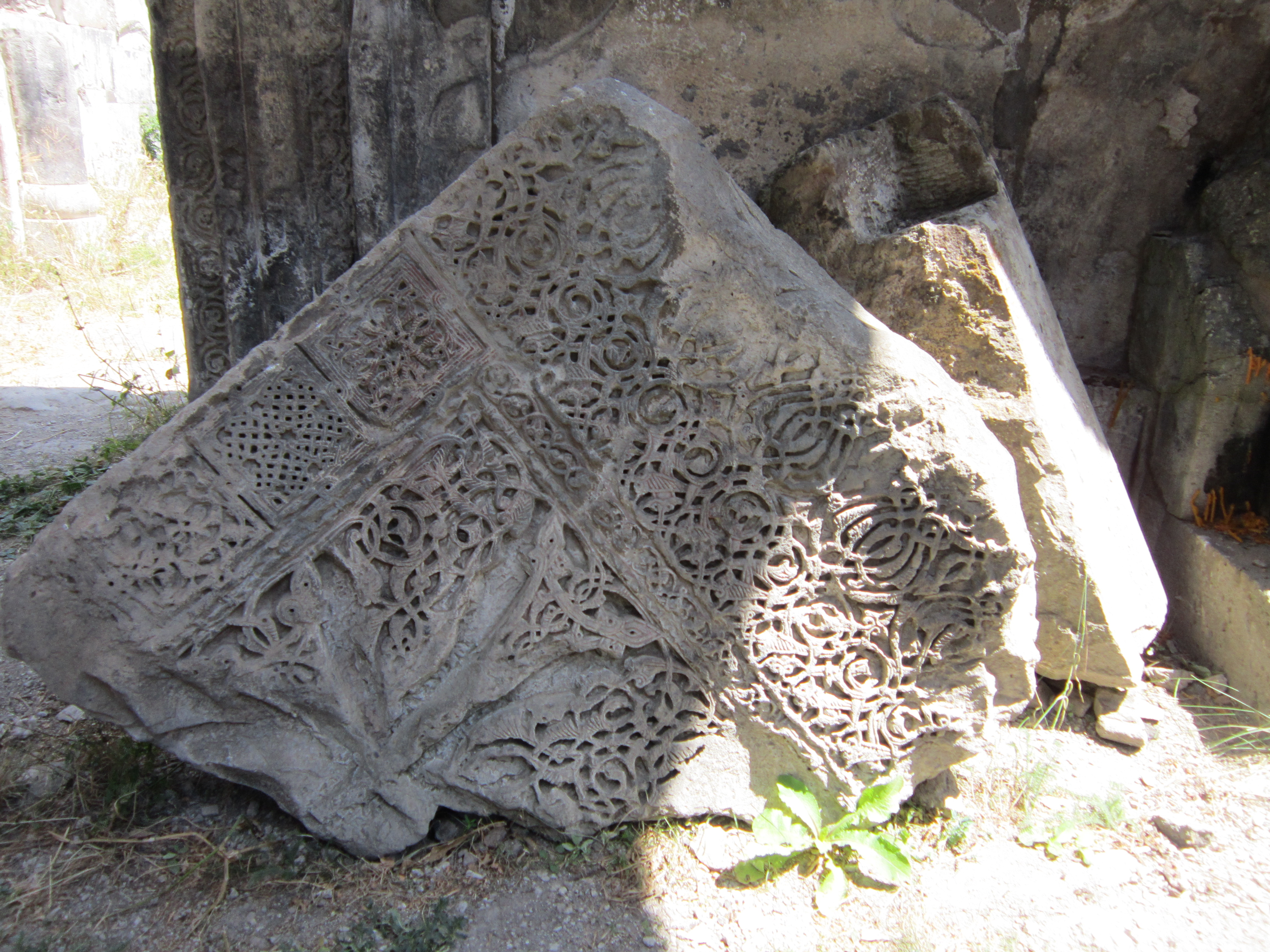
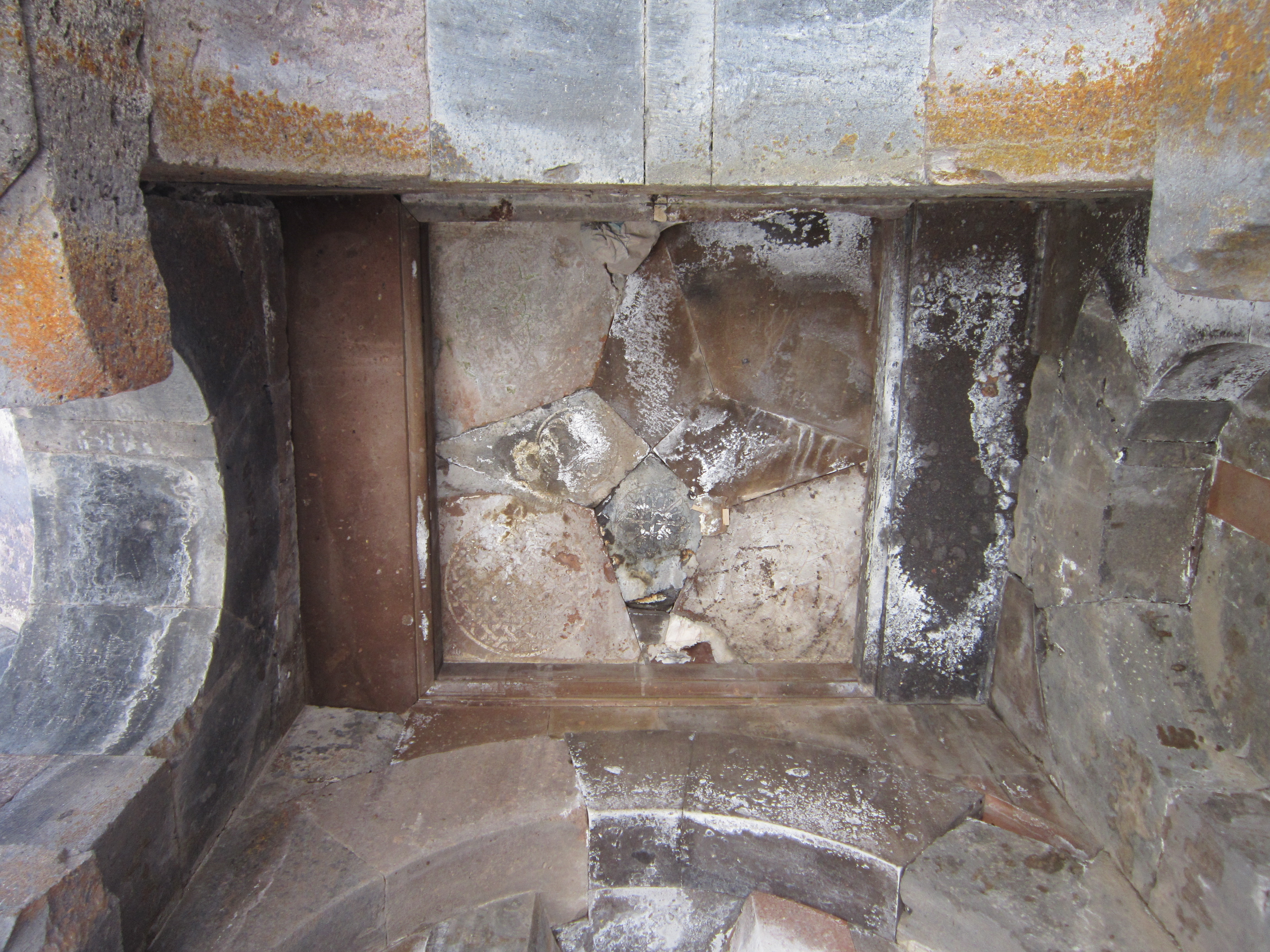
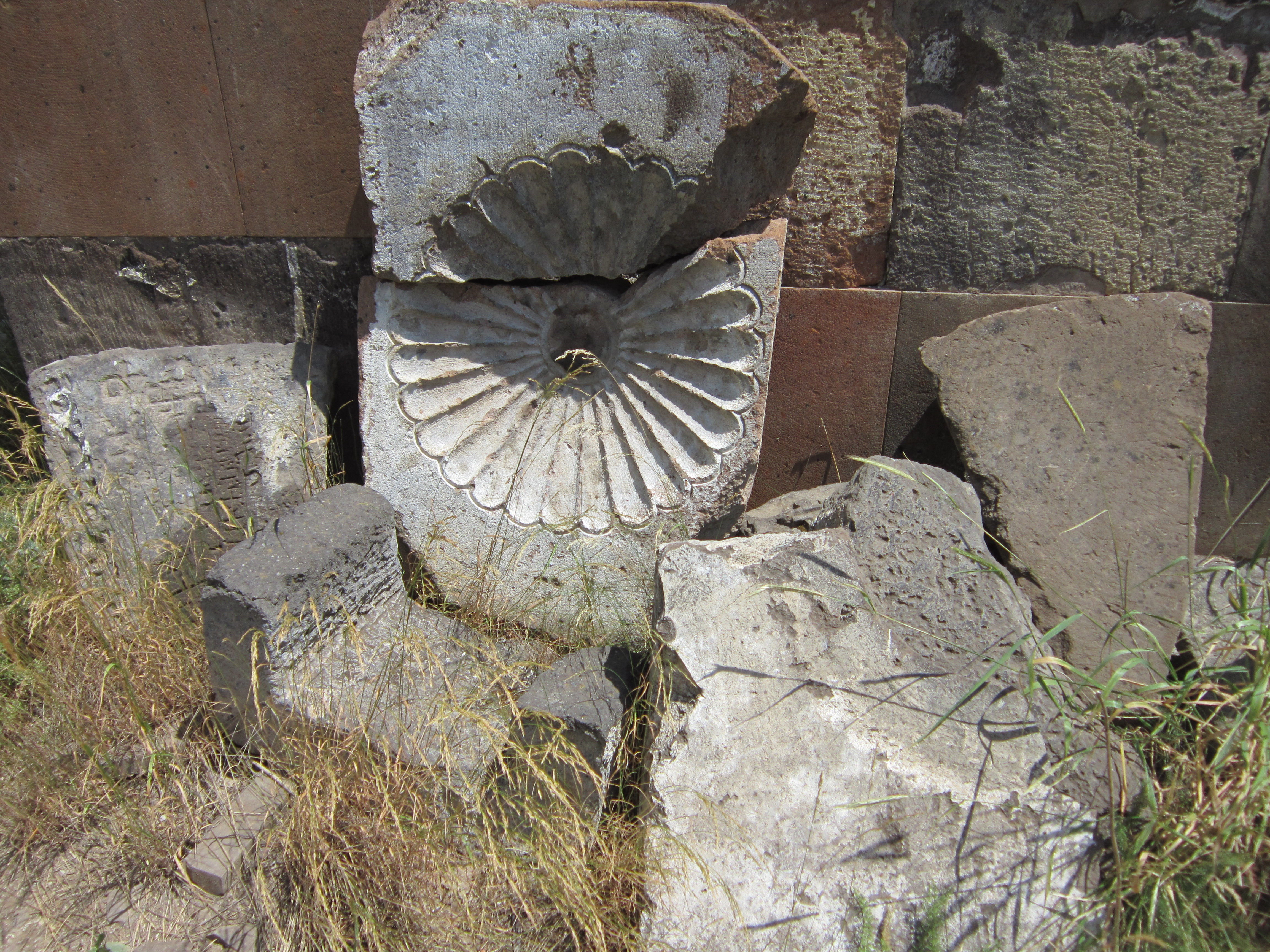
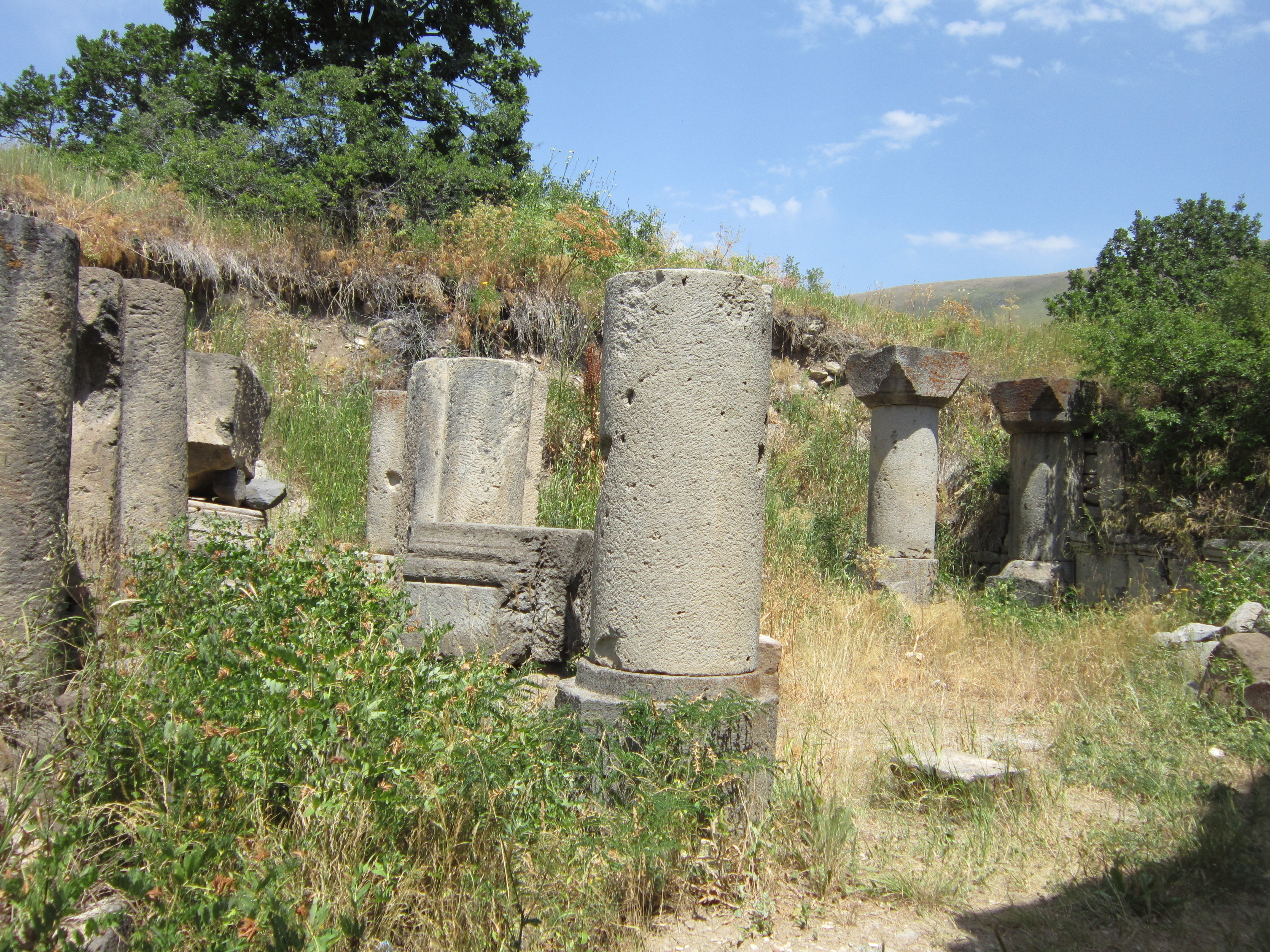
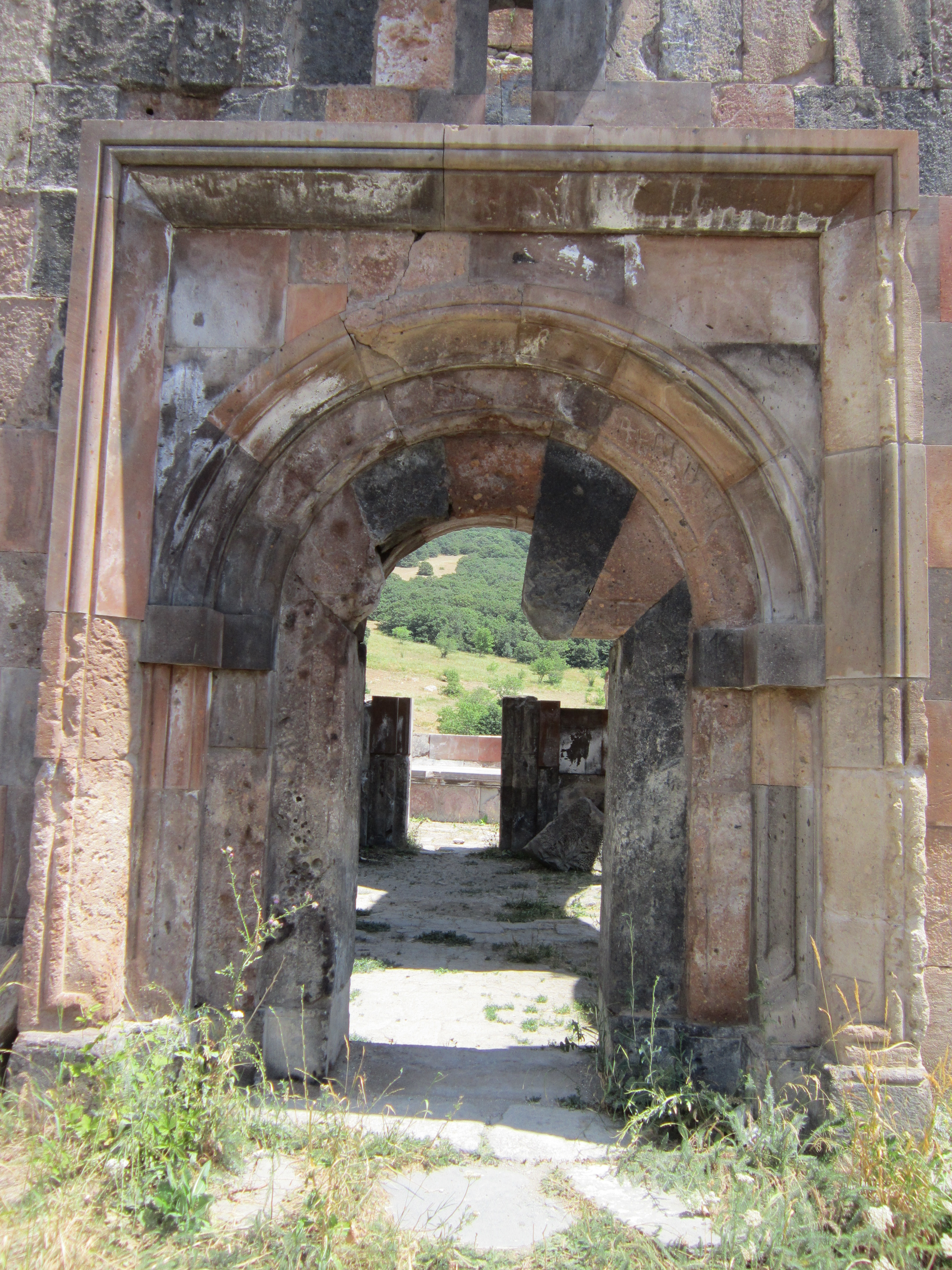
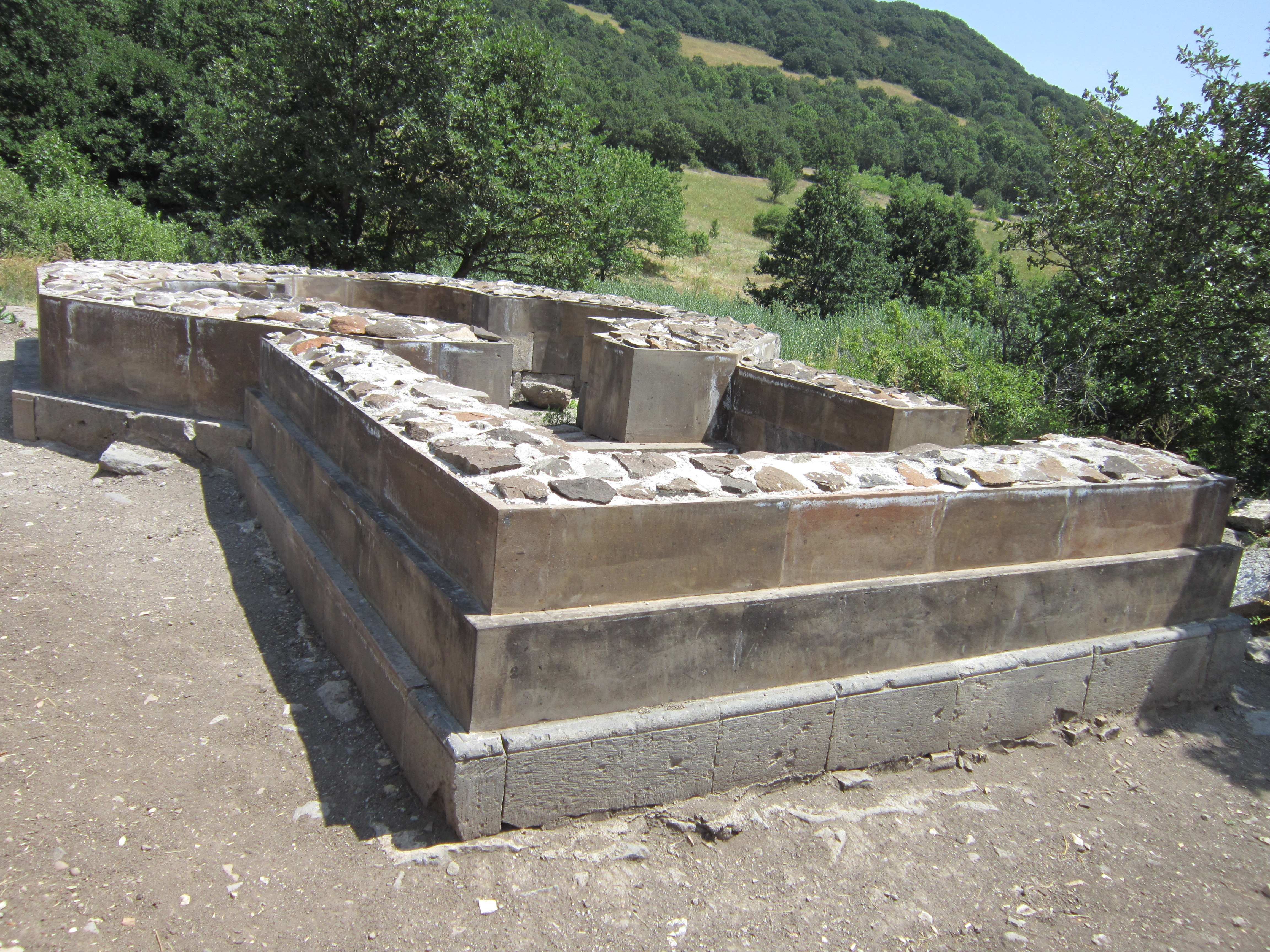